# Chill Kill
Chill Kill es el tercer álbum de estudio coreano, y cuarto en general, del grupo femenino surcoreano Red Velvet. Fue lanzado el 13 de noviembre de 2023 por SM Entertainment y distribuido por Kakao Entertainment. El álbum contiene diez canciones, incluyendo su sencillo principal homónimo titulado «Chill Kill».

## Antecedentes
El 1 de agosto de 2023, las integrantes de Red Velvet anunciaron durante la celebración de su noveno aniversario en un evento transmitido en vivo llamado «Ladies Ni9ht», que se encontraban preparando su tercer álbum regular. El 18 de septiembre del mismo año, SM Entertainment declaró que Red Velvet lanzaría su tercer álbum de estudio en noviembre de 2023.
El 18 de octubre de 2023, se lanzó la primera foto conceptual de adelanto del nuevo trabajo musical, anunciando oficialmente su lanzamiento para el día 13 de noviembre de 2023. Se confirmó además que el álbum contendría diez canciones y que su título sería What a Chill Kill. El 23 de octubre de 2023, el título del álbum fue reemplazado simplemente por la frase Chill Kill.

## Lista de canciones
| Lista de canciones de Chill Kill |                                                      |                                                                                                | |                                  |          |  |
| N.º                              | Título                                               | Letras                                                                                         | Música                                                                                                 | Arreglos                         | Duración |  |
| 1.                               | «Chill Kill»                                         | Kenzie                                                                                         | Kenzie, Jonathan Gusmark, Ludvig Evers, Cazzi Opeia, Ellen Berg                                        | Moonshine, Kenzie                | 3:35     |  |
| 2.                               | «Knock Knock (Who's there?)»                         | Jo Yoon-kyung                                                                                  | Jinbyjin, Cazzi Opeia, Ellen Berg                                                                      | Jinbyjin                         | 3:21     |  |
| 3.                               | «Underwater»                                         | Kim Bo-eun (Jam Factory)                                                                       | B Ham, Deez, Lourdiz                                                                                   | B Ham, Deez                      | 3:25     |  |
| 4.                               | «Will I Ever See You Again?»                         | Lee Eun-hwa (153/Joombas), Kang Eun-jung, Lee Hye-yum (Jam Factory), Lee Seu-ran, Moon Seol-ri | Mats Koray Genc, Nermin Harambasic, Cazzi Opeia, Siv Marit Egseth, Hugo Solis, Kristian Dahl Bergsland | Mats Koray Genc                  | 3:11     |  |
| 5.                               | «Nightmare»                                          | Mok Ji-min (lalala studio)                                                                     | David Anthony Eames, Cazzi Opeia, Ellen Berg                                                           | Bangkok                          | 3:25     |  |
| 6.                               | «Iced Coffee»                                        | Jo Yoon-kyung                                                                                  | Alina Smith, Annalise Morelli (152/Joombas), Gabriella DeMartino                                       | Lyre                             | 3:18     |  |
| 7.                               | «One Kiss»                                           | Lee Seu-ran                                                                                    | Jonathan Gusmark, Ludvig Evers, Cazzi Opeia, Ellen Berg                                                | Moonshine                        | 3:20     |  |
| 8.                               | «Bulldozer»                                          | Bay (153/Joombas)                                                                              | Jacob Attwooll, Jon Eyden, Cazzi Opeia                                                                 | Jacob Attwooll                   | 2:41     |  |
| 9.                               | «Wings»                                              | Jang Jung-won (Jam Factory), Na Jeong-ah (153/Joombas)                                         | Greg Bonnick, Hayden Chapman, Adrian McKinnon, Taet Chesterton, Sevn Dayz                              | LDN Noise                        | 3:44     |  |
| 10.                              | «Scenery» (풍경화?, PunggyeonghwaRR, lit. 'Paisaje') | Lee Joo-hyung (MonoTree)                                                                       | Lee Joo-hyung (MonoTree), Jukjae, Willemijn May, Ciara Muscat                                          | Lee Joo-hyung (MonoTree), Jukjae | 3:30     |  |
| 33:30                            |                                                      |                                                                                                | |                                  |          |  |

## Reconocimientos

### Listados
| Publicación  | Listado                                       | Lugar | Ref.  |
| ------------ | --------------------------------------------- | ----- | ----- |
| Billboard    | The 25 Best K-Pop Albums of 2023              | 22.º  | [ 6 ] |
| Genius Korea | 2023 Year-End Genius Korea Chart - Top Albums | 15.º  | [ 7 ] |
| Paste        | The 20 Best K-pop Albums of 2023              | 12.º  | [ 8 ] |

## Posicionamiento en listas
| Lista (2023)           | Mejor posición |
| ---------------------- | -------------- |
| Corea del Sur (Circle) | 1              |
| Japón (Oricon)         | 12             |

## Historial de lanzamiento
| Región        | Fecha                   | Formato           | Discográfica |
| ------------- | ----------------------- | ----------------- | ------------ |
| Varios        | 13 de noviembre de 2023 | Digital streaming | SM           |
| Corea del Sur | 13 de noviembre de 2023 | CD                | SM Kakao     |